# Michael Friedrich Wild
Michael Friedrich Wild (* 8. Februar 1747 in Durlach; † 30. April 1832 in Müllheim (Baden)) war ein deutscher Geodät und Naturforscher. Er begründete im Großherzogtum Baden ein neues Maß- und Gewichtssystem.

## Leben

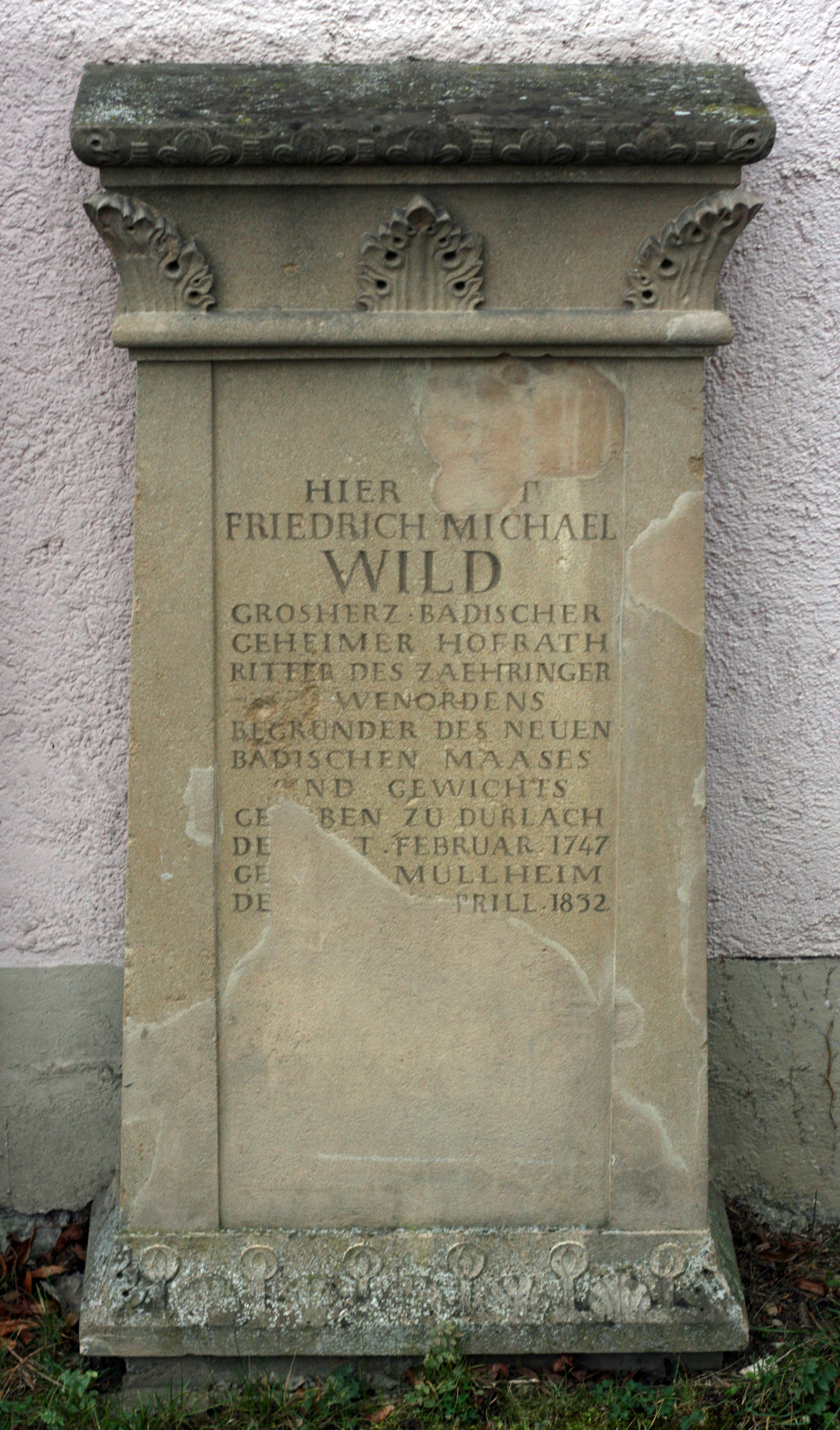
Epitaph von Friedrich Michael Wild an der Nordseite der Margarethen-Kapelle in Müllheim

Wild war der Sohn des Durlacher Handelsmanns und Bürgermeisters Ludwig Adam Wild und dessen Ehefrau Maria Dorothea geb. Uhland aus Tübingen, einer Großtante des Dichters Ludwig Uhland. Die Familie stammte väterlicherseits von französischen Einwanderern namens Willet oder Guillet ab. Die Mutter verstarb bereits 1750; 1752 heiratete sein Vater Maria Margaretha Groos (Groß) aus Haltingen. Michael Friedrich wuchs zunächst in dieser Familie in Durlach auf, später bei einem Onkel, Oberamtmann Conrad Friedrich Wild in Emmendingen. 
Nach einer Ausbildung als Schreiber studierte Wild in Göttingen Kameralwissenschaft, was mit dem Studium der Mathematik, Geodäsie, Astronomie und Physik verbunden war. Seine berufliche Laufbahn begann an einem Landwirtschaftsgut mit Brauerei in Mühlburg bei Karlsruhe, wo er bald zum Verwalter aufstieg. Nach drei Jahren unternahm Wild Studienreisen nach England, Frankreich und in die Niederlande zur Erkundung der dortigen landwirtschaftlichen Methoden. Seit 1777 ging er einer Lehrtätigkeit an der reformpädagogisch ausgerichteten École militaire von Gottlieb Konrad Pfeffel in Colmar nach und unternahm von dort aus barometrische Höhenmessungen. Der Ausbruch der französischen Revolution 1789 bewog ihn zur Rückkehr nach Baden. Dort fand er Aufnahme bei einem Onkel, dem Oberamtmann Emanuel Gross in Müllheim, in dessen Amtshaus er in der Folge lebte. Wild setzte hier seine geodätischen Untersuchungen fort und veröffentlichte kleinere Aufsätze oder wurde als Mitautor tätig, bis er schließlich den Auftrag zur Einführung eines neuen Maß- und Gewichtssystems für Baden erhielt. Bereits 1787 wurde Wild zum fürstlich-ysenburgischen Rat ernannt, 1809 dann zum badischen Hofrat und 1818 zum geheimen badischen Hofrat. 1830 wurde er mit dem Ritterkreuz des Ordens vom Zähringer Löwen ausgezeichnet.
Michael Friedrich Wild war mit Johann Georg Schlosser, Joseph Albrecht von Ittner, Johann Georg Jacobi und Johann Peter Hebel befreundet, dessen Gedicht Der Morgenstern er vertonte.
In seinen letzten Lebensjahren unterrichtete Wild begabte Jungen in Müllheim in Mathematik, Physik, Astronomie und Geodäsie. Bereits seit seiner Tätigkeit in Colmar besaß er dafür ein physikalisches Kabinett, das Großherzog Karl Friedrich nach seinem Tod erwarb und der Universität Heidelberg und dem Physicalischen Cabinett in Karlsruhe übergab.
Die Grabstätte von Wild befindet sich an der Nordseite der ehemaligen Margarethenkapelle in Müllheim. Das sanierte, trockengelegte und neu gesetzte Epitaph ist erhalten, wenn der Text auch teilweise unleserlich geworden ist.

## Leistungen
Im Heiligen Römischen Reich Deutscher Nation existierten bei oft gleicher Bezeichnung voneinander abweichende ortsgebundene Maßeinheiten. Seit dem 17. Jahrhundert gab es Bestrebungen, das Maß- und Messwesen zu vereinheitlichen, die aber an der Vielzahl der auf Unabhängigkeit bedachten Territorialherren scheiterten. Diese Maßeinheiten waren jedoch auch noch lokal sehr unterschiedlich, sodass in Baden zahlreiche voneinander abweichende Maße verwendet wurden. Mit einem Dekret des Markgrafen Karl Friedrich vom 6. Januar 1802 wurde eine Kommission mit der Ausarbeitung eines einheitlichen Maß- und Gewichtssystems für die Markgrafschaft Baden beauftragt. Durch Vermittlung von Johann Gottfried Tulla, der die Leistungen Michael Friedrich Wilds sehr schätzte, wurde dieser Mitglied der Kommission. „Die Kommission war anfänglich ich,“ äußerte sich Wild darüber.
Zusammen mit einem Mitarbeiter nahm Wild im ganzen Land, das sich über das Kurfürstentum Baden 1806 auf das Großherzogtum Baden entscheidend vergrößert hatte, vor Ort die dort benutzten Maße und Gewichte auf. „Die Resultate der Maasuntersuchungen überhaupt zeigten etwas wahrhaft Abschreckendes, das nämlich, daß man im Großherzogtum über 120 Eichstätten hat besuchen müßen, weil in jeder, wo nicht in allen Stücken, doch in einigen etwas Eigenes war, womit sie sich zu einem legalen besondren Maasstab für andere erhoben hatte.“ So gab es im Großherzogtum Baden 112 Ellenmaße, 92 Flächen- oder Feldmaße, 65 Holzmaße, 163 Fruchtmaße (Volumenmaße), 123 Ohm- oder Eimermaße, 63 Wirts- oder Schankmaße und 80 Pfundgewichte.
Wild selbst war ein Verfechter einheitlicher Maße für ganz Deutschland, entsprechend der in Frankreich im Zuge der Revolution versuchten Einführung. Damit zog er sich aber den Unwillen mancher Verantwortlicher im Großherzogtum zu. Als Ergebnis aus seinen Arbeiten schlug Wild deshalb in seinem zweibändigen Werk Ueber allgemeines Maas und Gewicht aus den Forderungen der Natur, des Handels, der Polizey und der gegenwärtig noch üblichen Maase und Gewichte abgeleitet ein System vor, das die traditionellen Einheiten beibehielt und als Größe jeweils die Mitte der vorgefundenen Maße ansetzte. Dabei wählte er die neuen Größen so, dass sich zu den metrischen Einheiten einfache Umrechnungsfaktoren ergaben und möglichst viele Einheiten durch Dezimaleinteilung voneinander abhingen. 
Am 10. November 1810 erging ein auf dem von Wild vorgeschlagenen System basierendes Dekret, dessen praktische Umsetzung aber noch bis zur Verkündung der Maas-Ordnung für das Großherzogtum Baden am 7. August 1829 andauerte.

## Würdigung
Michael Friedrich Wild hat durch seine Arbeiten zur Konsolidierung des neu geschaffenen Großherzogtums Baden beigetragen. Dabei handelte es sich aber nur um einen kleinen Staat im nachnapoleonischen, europäischen Gefüge. Die Arbeiten von Wild waren deshalb nur von geringer Bedeutung für die Erneuerung des europäischen Mess- und Maßwesens. Sein Bezug auf das Dezimalsystem in seiner Arbeit zur Einteilung der Maße und Gewichte wird eher kritisch gesehen, während die Gründlichkeit der Untersuchungen, die er jeweils an Ort und Stelle vornahm, allgemein gelobt wird.